# Starblind
Starblind är ett svenskt heavy metal-band, grundat i Stockholm år 2013 av medlemmar från bland annat Danger, Steel Attack och Sadauk. Bandet gav ut sin första skiva Darkest Horrors 2014 och gav sig ut på en Europaturné med före detta Judas Priest-sångaren Tim "Ripper" Owens. Därefter påbörjades arbetet med uppföljaren som fick namnet Dying Son 2015. 
Under förproduktionen av tredje skivan Never Seen Again gick man skilda vägar med sångaren Mike Stark. Efter ett flertal auditions föll valet på Marcus Sannefjord Olkerud och kort därefter kunde inspelningen av Never Seen Again slutföras. 
Bandet har även spelat tillsammans med  band som Electric Boys och SandStone

## Medlemmar
Nuvarande medlemmar
- Björn Rosenblad – gitarr (2013– )
- Zakarias ("Zacke") Wikner – trummor (2013– )
- Johan Jonasson – gitarr (2013– ) keyboard (2020- )
- Daniel Yrell – basgitarr (2013– )
- Marcus Sannefjord Olkerud – sång (2016– )

Tidigare medlemmar
- Mike Stark – sång (2013–2016)

Turnerande medlemmar
- Cederick Forsberg – trummor (2019– )

## Diskografi
Studioalbum
- 2014 – Darkest Horrors
- 2015 – Dying Son
- 2017 – Never Seen Again
- 2020 – Black Bubbling Ooze

Singlar
- 2018 – "Desert Plains"
- 2020 – "One of Us"